# Dinamit
Dinamit – węgierski zespół muzyczny, założony jako supergrupa w 1979 roku przez Gyulę Vikidála (z P. Mobil), Alajosa Németha (z Mini) oraz Antala Gábora Szűcsa i Gyulę Pappa (ze Skorpió). Zespół nagrał dwa albumy i w 1981 roku rozpadł się. Działalność wznowił w 2009 roku, z nowym wokalistą i gitarzystą basowym.

## Skład
- György Kálmán (wokal)
- Gábor Németh (instrumenty perkusyjne)
- Béla Jankai (instrumenty klawiszowe)
- Antal Gábor Szűcs (gitara)
- László Zselencz (gitara basowa)

### Dawni członkowie
- László Lugosi (gitara, 1980-1981)
- Alajos Németh (gitara basowa, 1979-1981)
- Gyula Vikidál (wokal, 1979-1981)
- Gyula Papp (instrumenty klawiszowe, 1979-2010)

## Dyskografia
- Dinamit (1980)
- A híd (1981)
- Játszd, ahogy akarod (2010)